# Élections européennes de 2024 en Bulgarie
Pour un article plus général, voir Élections européennes de 2024.
Les élections européennes de 2024 en Bulgarie sont les élections des députés de la dixième législature du Parlement européen, qui se déroulent du 6 juin au 9 juin 2024 dans tous les États membres de l'Union européenne, dont la Bulgarie où elles ont lieu le 9 juin 2024 pour élire les 17 sièges alloués au pays.

## Mode de scrutin
Les dix-sept eurodéputés bulgares sont élus au scrutin proportionnel de liste, la répartition des sièges ayant lieu selon la méthode du plus fort reste. Cependant l'allocation des sièges est limitée aux partis, coalitions et candidats indépendants ayant atteint au minimum le quota électoral, défini à 5 % depuis les élections de 2014.
Lors de ces élections, peuvent voter :
- Les citoyens bulgares âgés de 18 ans et plus le jour du scrutin, et ayant résidé en Bulgarie ou dans un autre État de l'UE, au minimum trois mois avant les élections.
- Les ressortissants de l'UE âgé de 18 ans et plus le jour du scrutin, jouissant d'un droit de séjour en Bulgarie, et ayant résidé en Bulgarie ou dans un autre État de l'UE, au minimum trois mois avant les élections. Ceux-ci doivent avoir exprimé à l'avance, par une déclaration écrite, leur volonté de voter en Bulgarie[1].

Lors de ces élections, peuvent être élus :
- Les citoyens bulgares âgés de 21 ans et plus le jour du scrutin, et ayant résidé en Bulgarie ou dans un autre État de l'UE, au minimum six mois avant les élections.
- Les ressortissants de l'UE âgé de 18 ans et plus le jour du scrutin, jouissant d'un droit de séjour en Bulgarie, et ayant résidé en Bulgarie ou dans un autre État de l'UE, au minimum six mois avant les élections. Ceux-ci doivent avoir exprimé à l'avance, par une déclaration écrite, leur volonté d'être candidat en Bulgarie[2].

## Contexte

### Union européenne
Au niveau européen, Ursula von der Leyen a présidé la Commission européenne pendant cinq ans. Son mandat a été marqué par la pandémie de Covid-19, qui a été suivi par l'achat en commun de vaccin et la mise en place d'un plan de relance européen commun. Il a aussi été marqué par l'invasion de l'Ukraine par la Russie, qui a eu pour conséquence dans l'Union européenne une montée des prix de l'énergie, un retour de l'inflation et une volonté de renforcer les moyens de défense de l'Europe. L'Ukraine s'est vu octroyer le statut de pays candidat à l'Union européenne, tout comme la Moldavie et la Géorgie.
Alors que les élections européennes de 2019 avaient été précédées par le mouvement des jeunes pour le climat et avaient vu un bon score des formations écologistes, le mandat d'Ursula Von der Leyen a aussi été marqué par la mise en place du pacte vert pour l'Europe (Green Deal), porté par le vice-président de la Commission européenne Frans Timmermans. Ce pacte vert a été fortement critiqué à partir de 2023, notamment par les syndicats agricoles.
En 2023, les projections annoncent une montée en puissance des partis eurosceptiques et de l'extrême droite, portées par les récents succès électoraux aux Pays-Bas, en Italie, en Finlande et en Suède. L'Union européenne est dans une situation de ralentissement économique, de mécontentement en zones rurales, doit faire face au changement climatique, et les problématiques de migrations reviennent régulièrement dans l'actualité..

## Résultats
| Parti ou coalition       | Parti ou coalition                                            | Voix    | %     | +/-   | Sièges | +/-           | Groupe | Groupe |
| ------------------------ | ------------------------------------------------------------- | ------- | ----- | ----- | ------ | ------------- | ------ | ------ |
|                          | Citoyens pour le développement européen de la Bulgarie (GERB) | 473 994 | 23,54 | 7,59  | 5      | 1             | PPE    |        |
|                          | Mouvement des droits et des libertés (DPS)                    | 295 062 | 14,66 | 1,89  | 3      | en stagnation | RE     |        |
|                          | Nous continuons le changement - Bulgarie démocratique (PP-DB) | 290 792 | 14,44 | 8,56  | 3      | 2             | RE PPE |        |
|                          | Renaissance                                                   | 281 439 | 13,98 | 12,94 | 3      | 3             | ENS    |        |
|                          | Coalition pour la Bulgarie (KB)                               | 141 175 | 7,05  | 17,25 | 2      | 3             | S&D    |        |
|                          | Il y a un tel peuple (ITN)                                    | 121 573 | 6,04  | Nv.   | 1      | 1             | CRE    |        |
|                          | Grandeur (Vel)                                                | 81 933  | 4,07  | Nv.   | 0      | en stagnation |        |        |
|                          | Moralité, unité et honneur                                    | 51 195  | 2,54  | Nv.   | 0      | en stagnation |        |        |
|                          | VMRO - Mouvement national bulgare (VMRO-BND)                  | 42 038  | 2,09  | 5,05  | 0      | 2             |        |        |
|                          | Bulgarie bleue                                                | 24 908  | 1,24  | Nv.   | 0      | en stagnation |        |        |
|                          | Solidarité bulgare                                            | 24 685  | 1,23  | Nv.   | 0      | en stagnation |        |        |
|                          | Centre                                                        | 20 875  | 1,04  | Nv.   | 0      | en stagnation |        |        |
|                          | Autres                                                        |         | 4,91  |       | 0      | en stagnation |        |        |
|                          | « Aucun de ceux-là »                                          | 63 859  | 3,17  |       | 0      | en stagnation |        |        |
|                          |                                                               |         |       |       |        |               |        |        |
| Votes valides            |                                                               |         |       |       |        |               |        |        |
| Votes blancs et nuls     |                                                               |         |       |       |        |               |        |        |
| Total                    | Total                                                         |         | 100   | -     | 17     | en stagnation | -      |        |
| Abstentions              |                                                               |         |       |       |        |               |        |        |
| Inscrits / Participation |                                                               |         |       |       |        |               |        |        |